# 金子氏
金子氏（日语：／ Kanekoshi）是在平安時代後期至鐮倉時代、室町時代以武藏國（現今東京都、埼玉縣、神奈川縣內一部份）為中心，把勢力延伸至近鄰諸國的武藏七黨之一的村山黨派生的支族。屬於桓武平氏流，以武藏國入間郡金子（現今埼玉縣入間市金子）為據點，領有周邊地域。
領有武藏國多摩郡村山的平賴任是村山黨的家祖，其孫家範居住在入間郡金子，並改姓金子。現今在埼玉縣入間市至東京都清瀨市周邊亦有許多人的姓氏為金子氏。
家範的兒子家忠在保元之亂、平治之亂等戰事中立功，因此金子氏成為金子和伊予國新居（現今愛媛縣新居濱市）等的地頭。伊予金子氏的子孫有在羽柴秀吉的四國征伐中馳名的金子元宅等，約有3百年繁盛時期。

## 武藏金子氏
金子氏嫡流代代領有入間郡金子。在南北朝時代的武藏平一揆中，金子家祐跟隨河越氏並敗北。此後，跟隨關東管領上杉氏的家臣武藏守護代大石氏。在日本戰國時代的河越夜戰中，上杉氏被後北條氏擊敗並沒落，金子家長立即在天文15年（1546年）從屬於北條氏康。此後，跟隨八王子城的北條氏照，參與攻略下野國等戰事。
天正18年（1590年），在小田原征伐中，前田利家、上杉景勝的軍勢攻至，留守松山城的金子家基與城代山田直安、以及難波田憲次、若林氏等一同向前田、上杉軍降伏。家基成為直江兼續軍的先鋒，進攻八王子城。
在後北條氏滅亡後，金子政熙繼續仕於景勝。慶長5年（1600年），因為德川家康的會津征伐，景勝的領地被削減，因此政熙成為浪人。此後，政熙仕於京都所司代板倉勝重，子孫成為板倉氏的老臣，得到重用。

### 系圖
關於武藏金子氏的系圖，有兩個版本流傳。
```
　
平高望

　　┃
　
平良文

　　┃
（略去數代）
　　┃
　
平元宗

　　┣————┓
 
野與基永
　
村山賴任

（
野與黨
（
日语
：
）
）　　┃
　　　　　　 
賴家

　　　　　　　┣————┳————┳———————┓
　　　　　 
大井家綱
　
宮寺家平
　
金子家範
　　　　
山口家繼

　　　　　　　　　　　　　　　　　┣———┓　（
山口氏
）
　　　　　　　　　　　　　　　　 
家忠
　
難波田高範

　　　　　　　　　　　　　　　　　┣———┳——————┳——┓
　　　　　　　　　　　　　　　　 
家高
　
多賀谷家政
　　　
家廣
　
家親

　　　　　　　　　　　　　　　　　┃　（
多賀谷氏
（
日语
：
）
）　　　┃
　　　　　　　　　　　　　　　　　┣——┳——┓　　（略去數代）
　　　　　　　　　　　　　　　　 
時家
　
重高
　
廣家
　 　　 ┃
　　　　　　　　　　　　　　　　　┃　　　（伊予金子氏）┃
　　　　　　　　　　　　　　　　 
時重
　　　　　　　 　　 ┃
　　　　　　　　　　　　　　　　　　　　　　　　　　　　┃
　　　　　　　　　　　　　　　　　　　　　　　　　　　 
家祐

　　　　　　　　　　　　　　　　　　　　　　　　　　　　┃
　　　　　　　　　　　　　　　　　　　　　　　　　　　 
家重

　　　　　　　　　　　　　　　　　　　　　　　　　　　　┃
　　　　　　　　　　　　　　　　　　　　　　　　　　（略去數代）
　　　　　　　　　　　　　　　　　　　　　　　　　　　　┃
　　　　　　　　　　　　　　　　　　　　　　　　　　　 
家政

　　　　　　　　　　　　　　　　　　　　　　　　　　　　┃
　　　　　　　　　　　　　　　　　　　　　　　　　　　 
政熙

　　　　　　　　　　　　　　　　　　　　　　　　　　　　┃
　　　　　　　　　　　　　　　　　　　　　　　　　　　 
政景
```

## 伊予金子氏
因為金子家忠在保元之亂、平治之亂等戰事的功績，建長年間，金子氏家祖家範的曾孫廣家移住至伊予國新居郡的領地。廣家把領地改名為金子，並在能一覽平野的丘陵地金子山建築金子城。
新居一帶是伊予國的有力豪族河野氏和讚岐國的細川氏的激戰地，在南北朝時代，將軍足利義滿促成雙方和睦，而金子氏則成為細川氏配下。此後，在日本戰國中，石川氏統治新居、宇摩，金子氏以有力武將的身份，支持石川氏發展勢力。
戰國時代後期，在土佐國的長宗我部元親積極統一四國時，石川氏已被弱化並變為名目上的領主，金子元宅成為實際支配者。元親通過元宅，與石川氏連結，確立在當地的覇權。不久後，羽柴秀吉為了統一全國，開始四國征伐。天正13年（1585年），秀吉配下的小早川隆景率領毛利軍渡過瀨戶內海，並在新居登陸，元宅與配下武將迎撃（天正之陣），並在野國市原的戰鬥中戰死。元宅的弟弟元春守備的金子城亦被攻陷，約3百3十年的伊予金子氏在新居郡的歷史終結，而元春則在此後出家。
元和4年（1618年），元春在曾是金子氏居館的一角建立慈眼寺，以此為憑弔歷代城主、武將的菩提寺，傳續至今。另外，僅存的一族受到長宗我部元親保護，在大坂夏之陣中，加入豐臣方並戰敗，一說此後移居至九州天草。

## 外部連結
- 武家家伝＿金子氏 （页面存档备份，存于）
- 武家家伝＿伊予金子氏 （页面存档备份，存于）